# Journal of Biochemical and Molecular Toxicology
Das Journal of Biochemical and Molecular Toxicology, abgekürzt J. Biochem. Mol. Toxicol., ist eine wissenschaftliche Fachzeitschrift, die vom Wiley-Blackwell-Verlag veröffentlicht wird. Derzeit erscheint die Zeitschrift mit sechs Ausgaben im Jahr. Es werden Arbeiten veröffentlicht, die sich mit den molekularen Mechanismen von endogenen und exogenen Verbindungen beschäftigen.
Der Impact Factor lag im Jahr 2019 bei 3,606. Nach der Statistik des ISI Web of Knowledge wird das Journal mit diesem Impact Factor in der Kategorie Biochemie und Molekularbiologie an 120. Stelle von 297 Zeitschriften und in der Kategorie Toxikologie an 19. Stelle von 92 Zeitschriften geführt.